# باني ماثيوز
باني ماثيوز (بالإنجليزية: Bunny Matthews)‏ هو رسام كارتون أمريكي، ولد في 15 فبراير 1951 في مونرو في الولايات المتحدة.